# Polychrus jacquelinae
Espèce
Statut de conservation UICN

 DD  : Données insuffisantes
Polychrus jacquelinae est une espèce de sauriens de la famille des Polychrotidae.

## Répartition
Cette espèce est endémique de la province de Bolívar au Pérou.

## Étymologie
Cette espèce est nommée en l'honneur de Jacqueline Maria Charles.

## Publication originale
- Koch, Venegas, Garcia-Bravo & Böhme, 2011 : A new bush anole (Iguanidae, Polychrotinae, Polychrus) from the upper Marañon basin, Peru, with a redescription of Polychrus peruvianus (Noble, 1924) and additional information on P. gutturosus Berthold, 1845. ZooKeys, vol. 141, p. 79–107 (texte intégral).